# Уилсон, Кэрин
Кэрин Рей Маккей Уилсон (англ. Cairine Reay Mackay Wilson), урождённая Кэрин Рей Маккей (англ. Cairine Reay Mackay; 4 февраля 1885 года, Монреаль — 3 марта 1962 года, Оттава) — канадский политик, дипломат и филантроп. Сенатор Канады от Онтарио (1930—1962), первая в истории Канады женщина, назначенная в Сенат.

## Биография
Кэрин Рей Маккей родилась 4 февраля 1885 года в Монреале, в семье богатых и влиятельных канадцев шотландского происхождения — Роберта и Джейн Маккеев. Роберт Маккей, отец Кэрин, был известным в Квебеке предпринимателем и политиком-либералом, личным другом лидера Либеральной партии Уилфрида Лорье. В 1901—1916 годах он был сенатором от Квебека.
В 1918 году Кэрин вместе с семьёй переехала в Оттаву, где она начала заниматься волонтёрской работой, в частности помощью бедным, беженцам и детям-сиротам. Также она принимала участие в деятельности ряда политических организаций, целью которых было увеличение влияния женщин и детей на политику. При её активном участии были созданы Либеральная ассоциацию двадцатого века и Национальная либеральная федерация женщин Канады (последнюю она возглавляла в качестве президента с 1938 по 1948 годы).
Уилсон активно участвовала в общественной жизни Канады. Она была председателем Канадско-американского женского комитета, президентом Фонда принцессы Алисы по подготовке молодых лидеров, вице-президентом Викторианского ордена медсестёр, почётным президентом Оттавской христианской ассоциации молодых женщин, а также главой фонда «Спасите детей». В 1930 году Уилсон, при поддержке друзей и семьи, учредила Национальную организацию молодых либералов.
В феврале 1930 года Кэрин Уилсон была назначена в Сенат Канады по совету премьер-министра Уильяма Лайона Макензи Кинга. Она стала первой женщиной, назначенной в Сенат. Её назначение произошло спустя четыре месяца после того, как Судебный комитет Тайного совета отменил решение Верховного суда Канады о том, что женщины не могут быть сенаторами.
В 1938 году сенатор Уилсон, как председатель Канадского общества содействия Лиге наций, выступила против проводимой западными державами политики умиротворения агрессора, в частности против Мюнхенского соглашения. Во время Второй мировой войны ей удалось организовать приём в Канаде 100 еврейских сирот из Европы, при том что правительство Макензи Кинга официально не разрешило еврейским беженцам въезд в страну.
В 1949 году, по просьбе нового премьер-министра Луи Сен-Лорана Уилсон заняла пост делегата Канады на Генеральной Ассамблее ООН, став первой женщиной, занявшей этот пост. В это же время она стала председателем Канадского национального комитета по делам беженцев и первой женщиной — председателем постоянного комитета Сената (возглавила комитет по вопросам иммиграции и труда). В 1955 году она стала первой в истории женщиной — вице-спикером Сената Канады.
Кэрин Уилсон умерла 3 марта 1962 года в оттавской больнице от сердечного приступа. Похоронена в Пресвитерианской церкви Святого Андрея в Оттаве.

## Личная жизнь
Будущего мужа, депутата Палаты общин от Либеральной партии Нормана Уилсона, Кэрин встретила в 1905 году на балу. Их познакомила Зои Лорье, супруга Уилфрида Лорье. Свадьба Нормана и Кэрин состоялась в 1909 году; к этому времени Норман уже ушёл из парламента. В их семье было восемь детей. Норман Уилсон, имевший слабое здоровье, скончался 14 июля 1956 года.

## Награды
- 1950 — кавалер ордена Почётного легиона (за работу с детьми-беженцами)

## Память
В честь Кэрин Уилсон названа средняя школа в Оттаве.